# カウボーイ教会

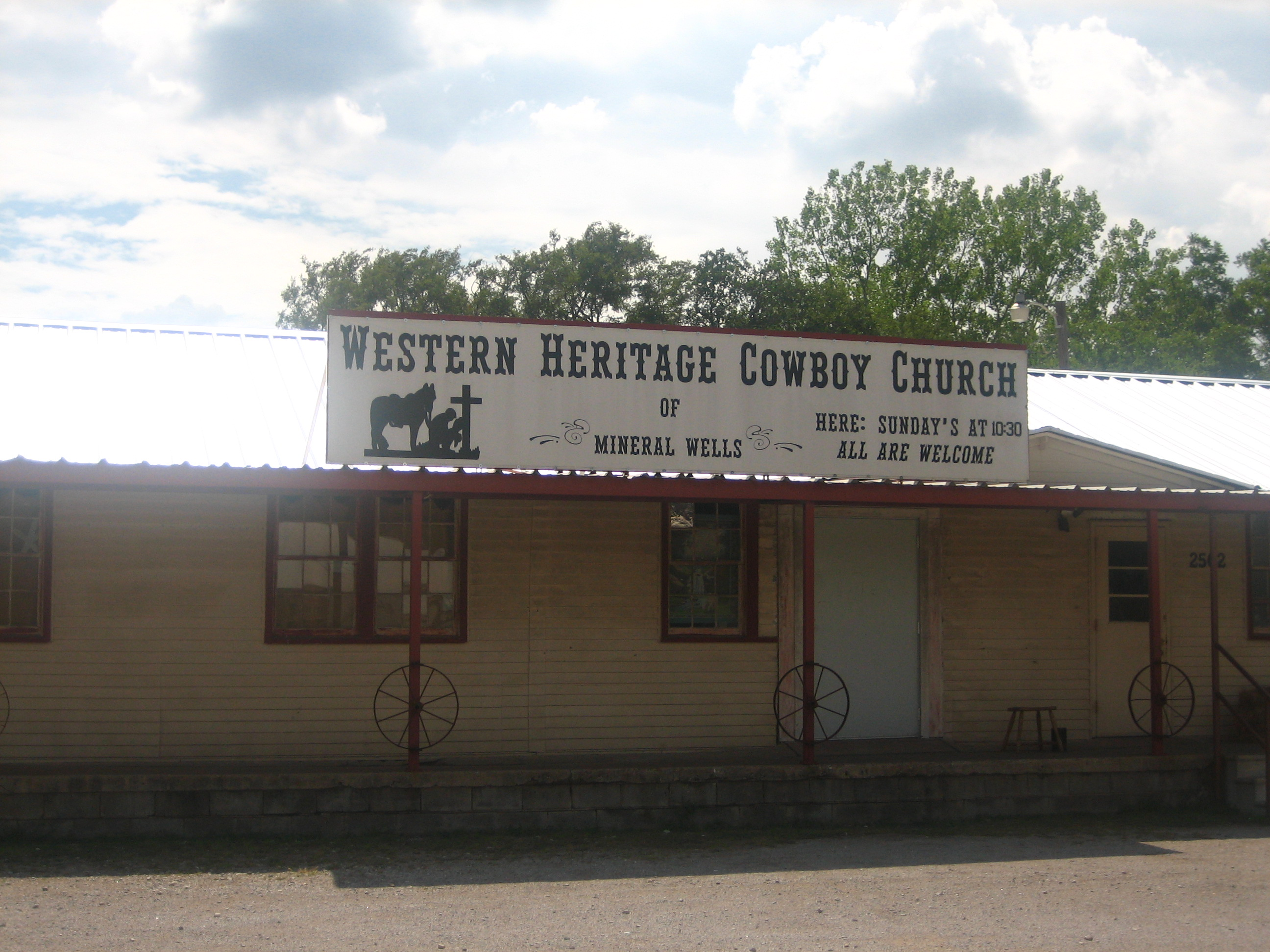
テキサス州ミネラル・ウェルズにあるカウボーイ教会。

カウボーイ教会（英: Cowboy churches）とは、カウボーイ文化の中にある地域のキリスト教会で、西部開拓時代の伝統を色濃く残している。典型的なカウボーイ教会は、田舎の納屋、金属製の建物、アリーナ、セール・バーン、古いウェスタン・ビルディングで集会を開き、独自のロデオ・アリーナを持ち、カントリー・ゴスペル・バンドを演奏する。洗礼式は一般的にストック・タンクで行われる。説教は通常短くシンプルであるが、他のタイプの教会と同じように様々である。いくつかのカウボーイ教会には屋根付きのアリーナがあり、平日の夜にブルライディング、チームローピング、牧場選別、チームペニング、馬術競技などのロデオイベントが開催される。